# Wasserrakete

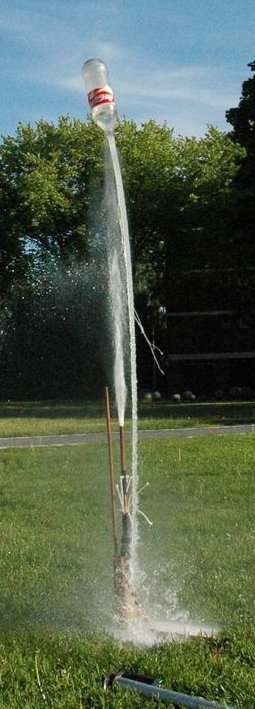
Start einer einfachen Wasserrakete

Eine Wasserrakete ist eine Rakete, die Wasser ausstößt und ihre Energie in Form von Druckluft oder heißem Wasser mitführt.
Der Antrieb erfolgt durch einen Wasserstrahl, der unter Druck durch eine Düse gepresst wird und mit einem entgegengesetzten Impuls die Rakete verlässt. Je nach Art der Erzeugung dieses Drucks unterscheidet man Kaltwasserraketen und Heißwasserraketen; letztere werden auch als Dampfdruckraketen bezeichnet. Beiden gemeinsam ist, dass die Antriebsenergie in physikalischer Form mitgeführt wird und nicht wie bei den meisten Raketen als chemische Energie.
Kaltwasserraketen werden in einfacher Form auch als Spielzeug angeboten, dienen zur Demonstration des Raketenprinzips und finden vor allem im Freizeitbereich Anwendung. Heißwasserraketen sind vor allem in der universitären Forschung und Entwicklung anzutreffen.

## Kaltwasserrakete

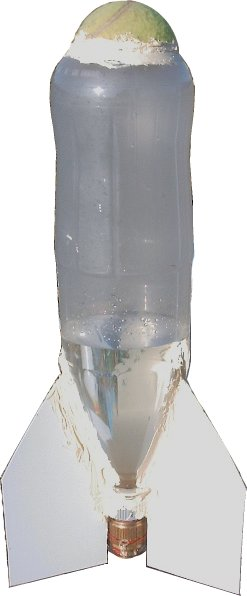
Eine einfache Kaltwasserrakete

Eine Kaltwasserrakete ist eine Wasserrakete, bei welcher der teilweise mit Wasser gefüllte Raketenkörper mit Hilfe der darüber befindlichen zuvor verdichteten Luft angetrieben wird. Beim Freigeben der Düse tritt das Wasser mit Hilfe der Druckluft aus dem Raketenkörper mit hoher Geschwindigkeit aus und beschleunigt diesen durch seinen Rückstoß.
Kaltwasserraketen werden aufgrund ihrer geringeren Leistungsfähigkeit vor allem im Freizeitbereich als Hobby oder im Schulunterricht als Demonstrationsmodell zur Veranschaulichung des Rückstoßantriebs verwendet.
Als Modellaufbau- und Spielzeugartikel erhältliche Wasserraketen werden mit einer Fahrradluftpumpe aufgepumpt und können eine Gipfelhöhe von bis zu 80 Metern erreichen. Für Einsteiger und Hobbyflieger gibt es bereits halbfertige Bausätze meist asiatischer Hersteller.
Als Druckkörper zum Selbstbau von Kaltwasserraketen eignen sich PET-Getränkeflaschen. Diese halten teilweise über 8 bar (Einweg-PET-Flaschen) oder sogar bis zu 20 bar (Berstdruck von Mehrweg-PET-Flaschen) Überdruck aus. Mit mehreren verlängerten und kombinierten PET-Flaschen (Boostern) werden Höhen von bis zu 830 Metern erreicht.
Die Rückkehr kleinerer Wasserraketen aus Einweg-PET-Flaschen ist auch ohne Fallschirm weitgehend gefahrlos, sofern keine massiven Nutzlasten transportiert werden. Da der Überdruck in den Flaschen sowie die Schubkraft und die Beschleunigung beim Start erheblich sind, bleibt der Umgang dennoch gefährlich. Die startende Rakete nimmt eine unkontrollierbare Flugbahn ein und kann beispielsweise auf Zuschauer treffen. Eine Einweg-PET-Flasche entwickelt ohne aufgeschraubte, verengende Düse bei 6 bar 213 Newton Schub und je nach Nutzlast somit eine Startbeschleunigung vom über 15-Fachen der Erdbeschleunigung, die nach wenigen Metern sogar noch steigt.

### Bauweise
Eine Kaltwasserrakete kann aus einer PET-Flasche selbst gebaut werden. Es werden Einwegflaschen, aber auch die dickwandigeren Mehrweg-PET-Getränkeflaschen verwendet. Als Startmechanismus wird häufig eine Steckkupplung für Gartenschläuche und ihr Gegenstück verwendet.
Im Internet findet sich eine Vielzahl Bauanleitungen für Raketen und weitere Startmechanismen. So werden mit Zwischenstücken verlängerte Raketen oder auch mehrstufige Modelle beschrieben.
Zur Erhöhung der Druckfestigkeit werden Umwicklungen der zylindrischen Abschnitte der PET-Flaschen beschrieben, beispielsweise aus Glasfasergewebe. Zur Komprimierung der Luft werden Hand-Luftpumpen oder Kompressoren verwendet.
Um einen stabileren Flug zu erreichen, werden zusätzlich Flossen/Leitflügel an die Rakete geklebt, die teilweise durch Schrägstellung einen stabilisierenden Drall bewirken.
Der vorausfliegende Boden der Flasche ist zuweilen (insbesondere bei den schweren Mehrweg-PET-Flaschen) mit einem halbierten Tennisball gegen zu harten Aufprall geschützt.
Schon um 1975, bevor PET-Trinkflaschen aufkamen, gab es eine Wasserrakete als Schullehrmittel. Der etwa 20 cm lange Tank hatte auf halber Höhe etwa 6 cm Durchmesser, war hier aus Ober- und Unterteil zusammengeschweißt und lief nach oben zu einem Puffer und unten zur Düse symmetrisch und gewölbt jeweils zu einem ziemlich spitzen Ende zusammen. Die obere Hälfte war trüb-transparent, die untere samt unten überstehenden drei Leitflächen dunkelrot. Die Düse wurde an der Startbasis eingehakt, mit der seitlich davon abstehenden Handpumpe wurde die Rakete mit Druckluft gespeist, per Auslösehebel von der Hand im Freien gestartet und stieg etwa 20 m auf.

### Wassermenge

Maximale Flughöhe in Abhängigkeit von Wassermenge und Luftdruck.

Ohne Wasser ist die Rakete schon beim Start sehr leicht und die Luft strömt auch sehr schnell aus, doch ist die Masse, die ausgestoßen wird, nur ein kleiner Bruchteil der einer Wasserfüllung. (Faustformel: Luft von 1 bar hat 1/800 der Dichte von Wasser; 8 bar: 1 %; 2 % gegenüber Wasserfüllung auf halbes Volumen)
Wird 8 bar Luftüberdruck verwendet und nur 1/9 des Flaschenvolumens für Druckluft reserviert, wird sich diese beim Austreiben der letzten Portion Wasser bereits von 9 bar auf 1 bar Absolutdruck entspannt haben, also das letzte Wasser nicht mehr beschleunigen. Luft kühlt sich beim Expandieren überdies etwas ab.
Als Faustformel bewährt hat sich die Füllung des Drucktanks der Rakete zu 1/3 des Volumens mit Wasser, bevor sie auf der Startrampe arretiert und mit Luft aufgepumpt wird. Mit dieser Rückstoßmittelmenge bewegt man sich im Bereich eines breiten Maximums der erreichbaren Höhe.
Mit Rechenprogrammen lässt sich der Flug einer Rakete aus folgenden Parametern berechnen:
- Drucktankvolumen
- Start-Luft(über)druck
- Eigenmasse (vulgo: Gewicht) der Rakete samt Nutzlast
- Düseninnendurchmesser
- Wasserbeladung

### Flüssigkeitsdichte
Die Flüssigkeitsdichte – gleiche Viskosität angenommen – hat nur relativ geringen Einfluss auf die Steighöhe. Berechnungen sind hier komplex. Mit Alkohol und Zuckerwasser sind Dichten von 0,8 bzw. 1,25 kg/Liter erreichbar.

### Alternative Rückstoßmedien
Semmelbrösel oder Kristallzucker (Reindichte etwa doppelt so groß wie die von Wasser) werden von Schwerkraft und Raketenbeschleunigung zur Düse gedrückt und in der Düse durch die Ausdehnung der Luft während des Durchströmens der Pulvermatrix gelockert, einzelne Körner gelöst und nach unten ausgeblasen. Der Prozess führt zu einer Verflüssigung des Luft-Pulver-Gemenges in der Düse. Feine Nudeln in Wasser funktionieren ebenfalls.
Die nicht-newtonsche Flüssigkeit aus Maisstärke, die sich bei Scherbeanspruchung verfestigt, verstopft die Düse, fließt ganz langsam aus, und führt zu einem späteren Start durch den Rückstoß der Luft, unterstützt nur durch kleine Flüssigkeitsreste.

### Videos und Bilder vom Startvorgang

Bildreihe aus einem Hochgeschwindigkeitsvideo vom Start einer Kaltwasserrakete.
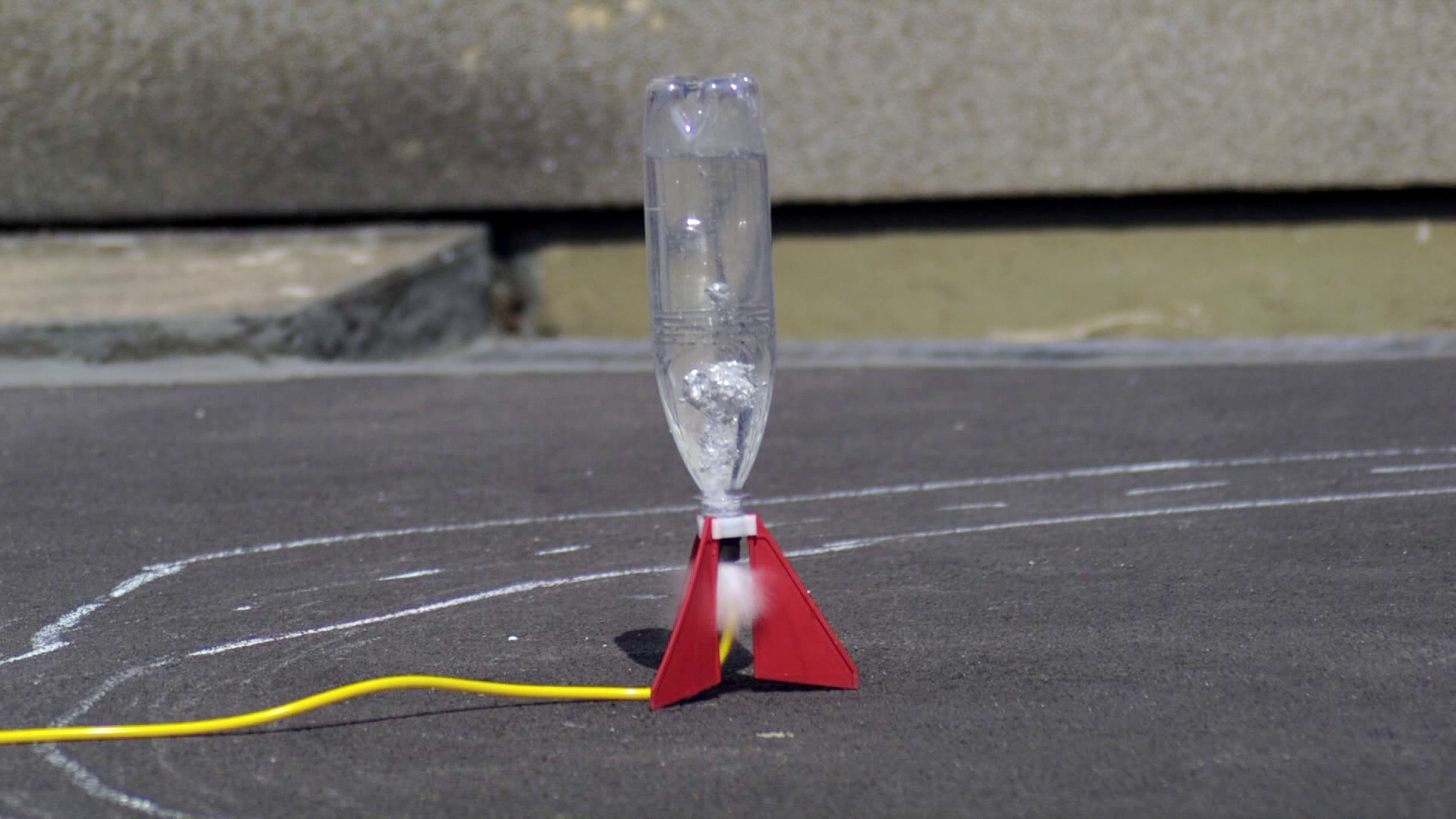
1
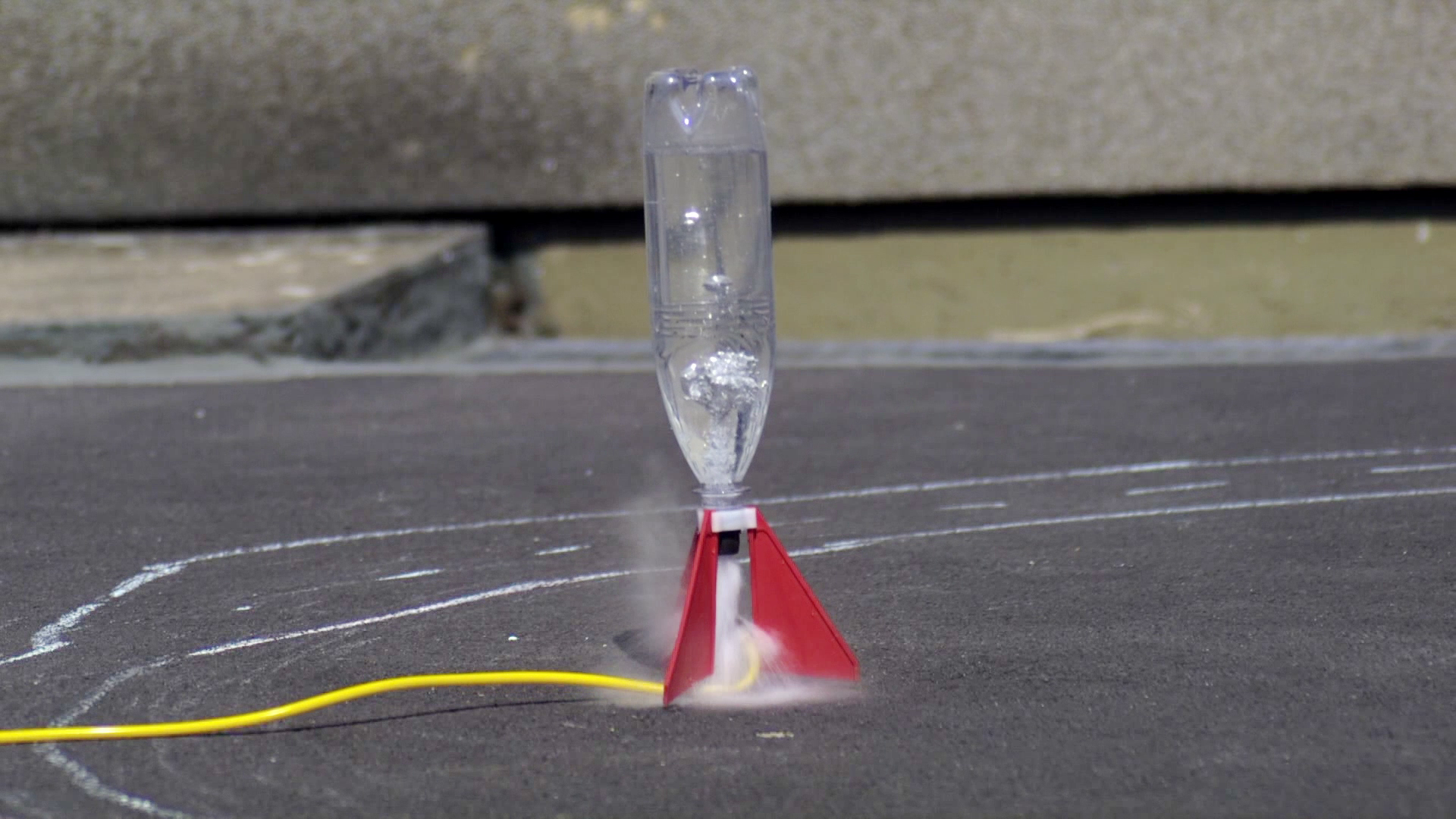
2
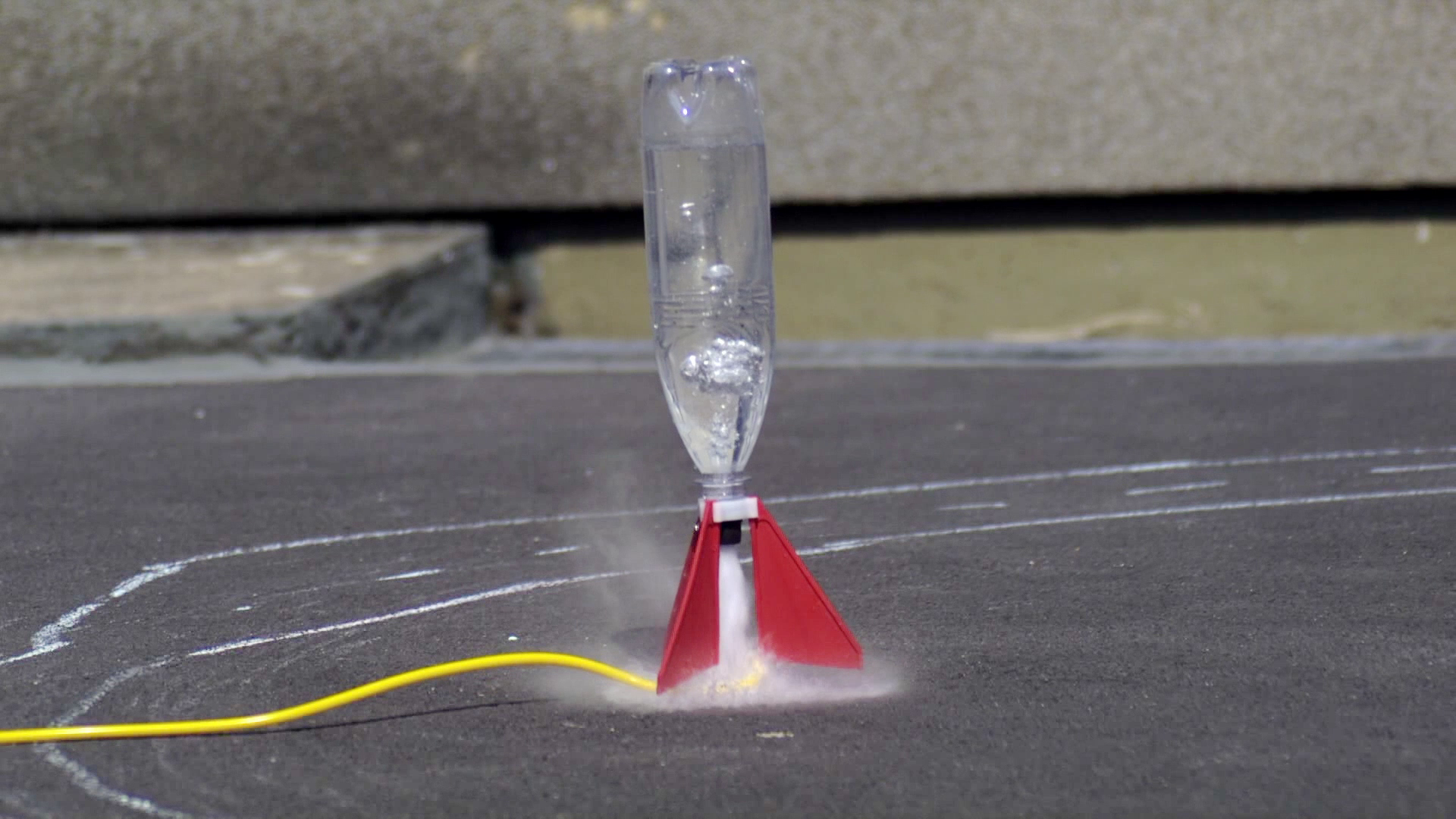
3
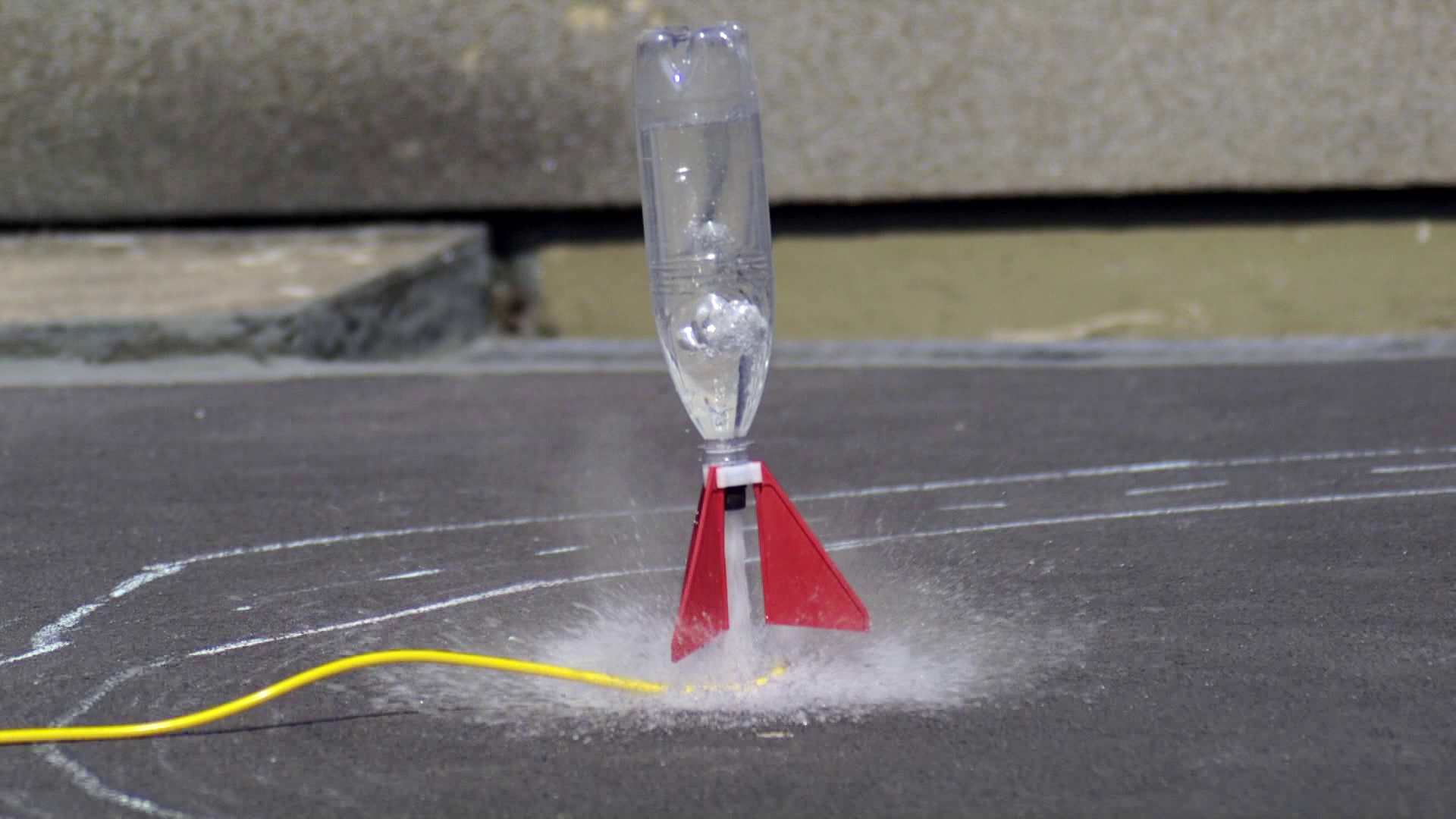
4
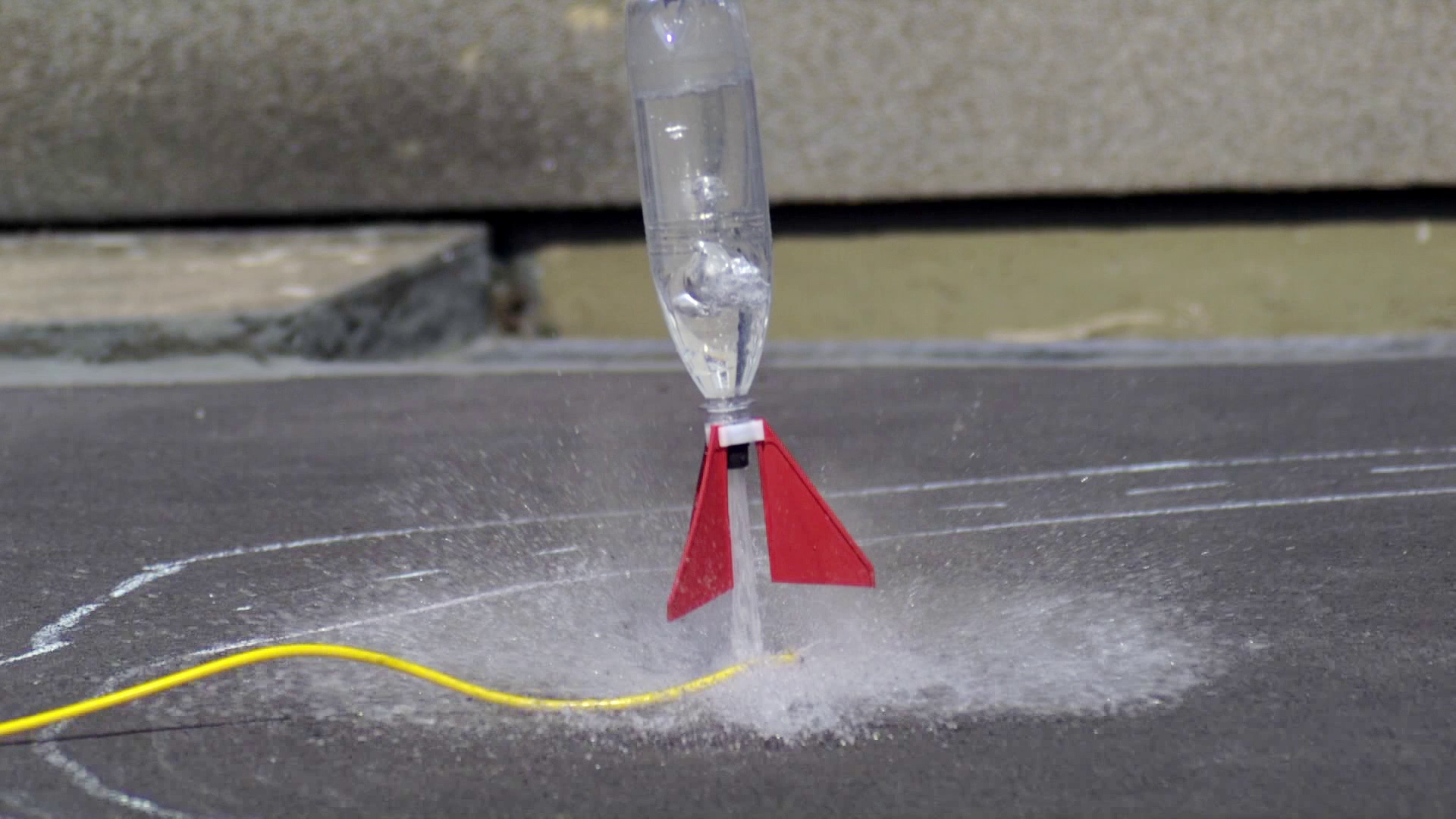
5
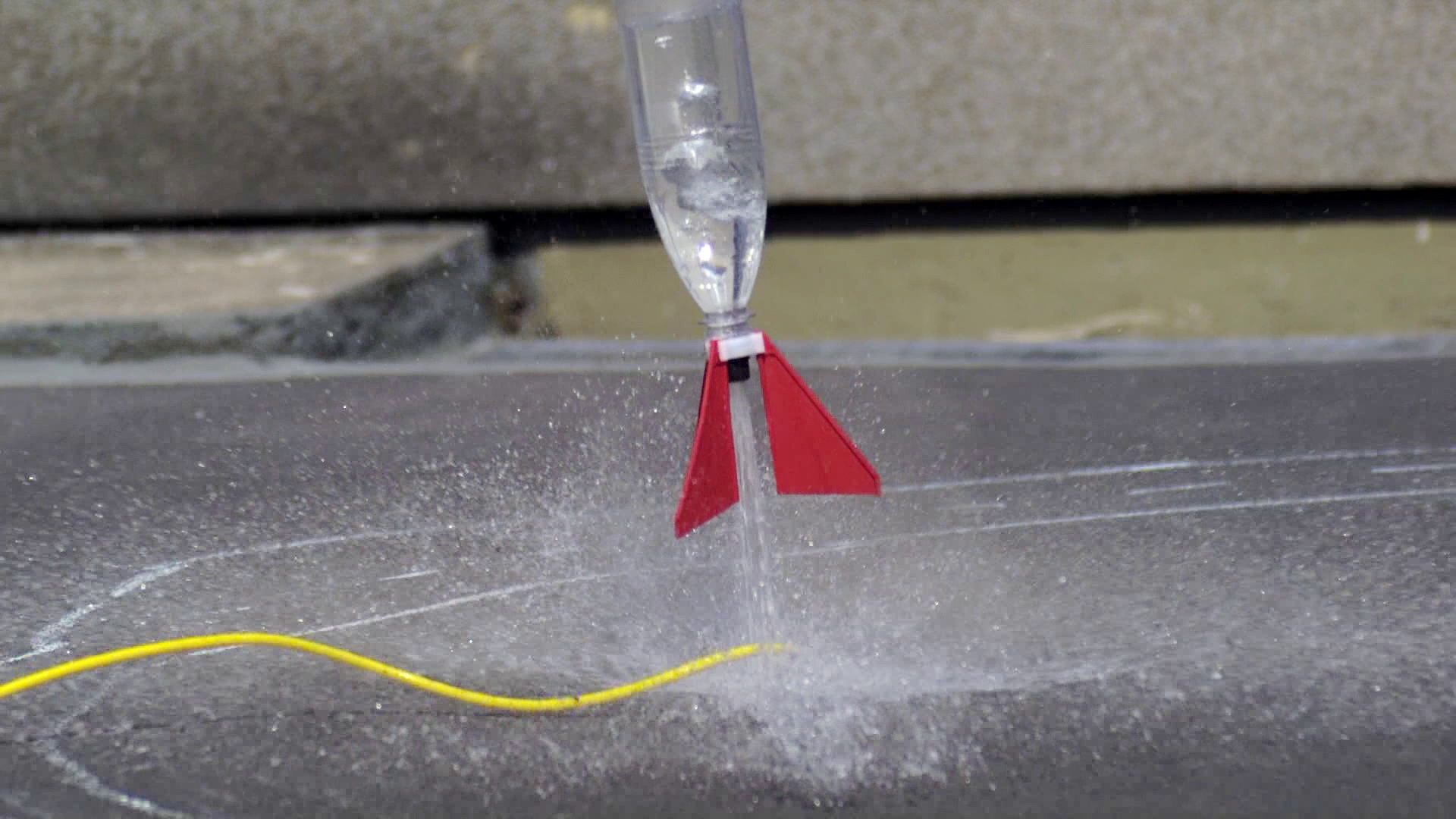
6
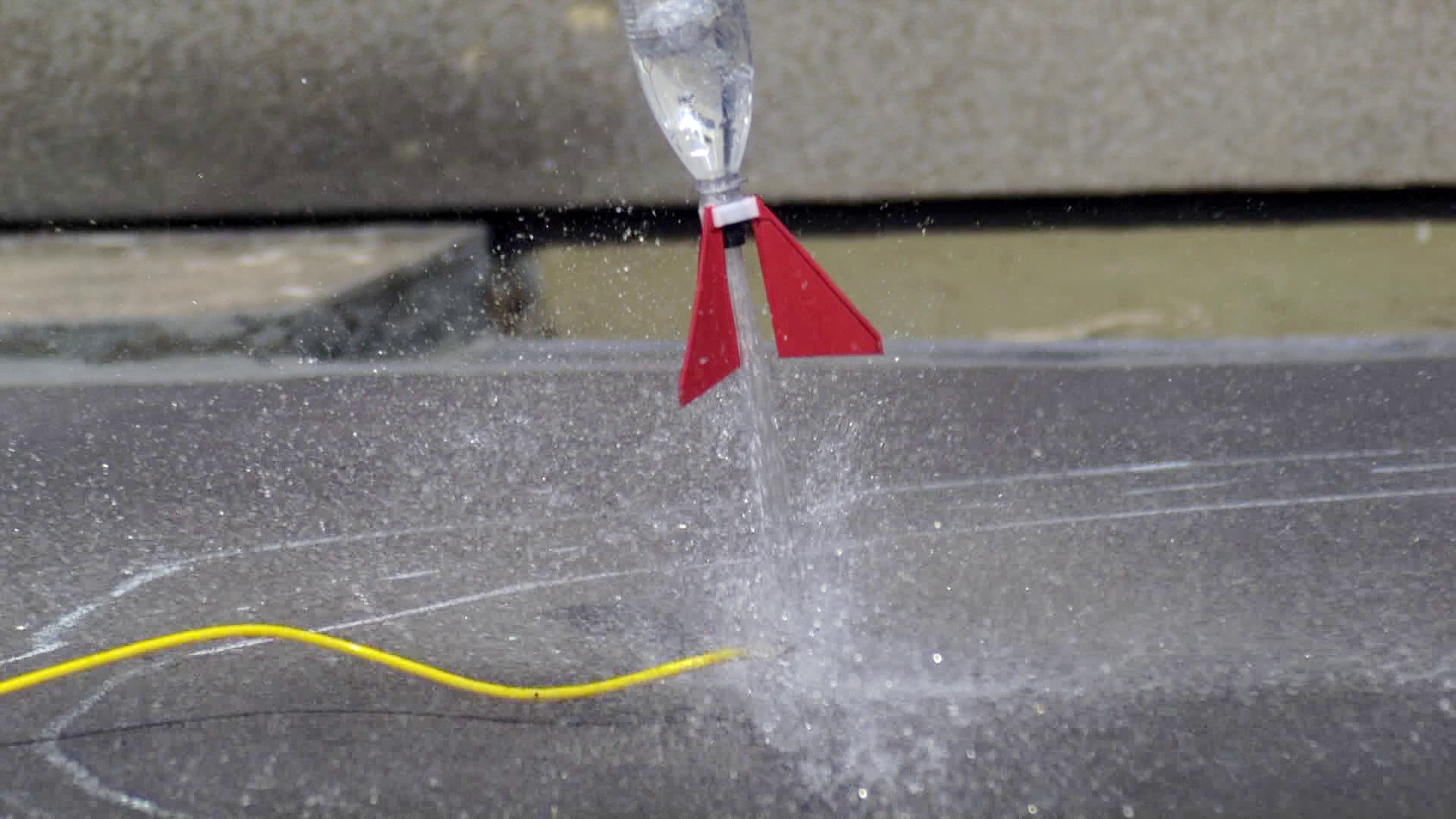
7
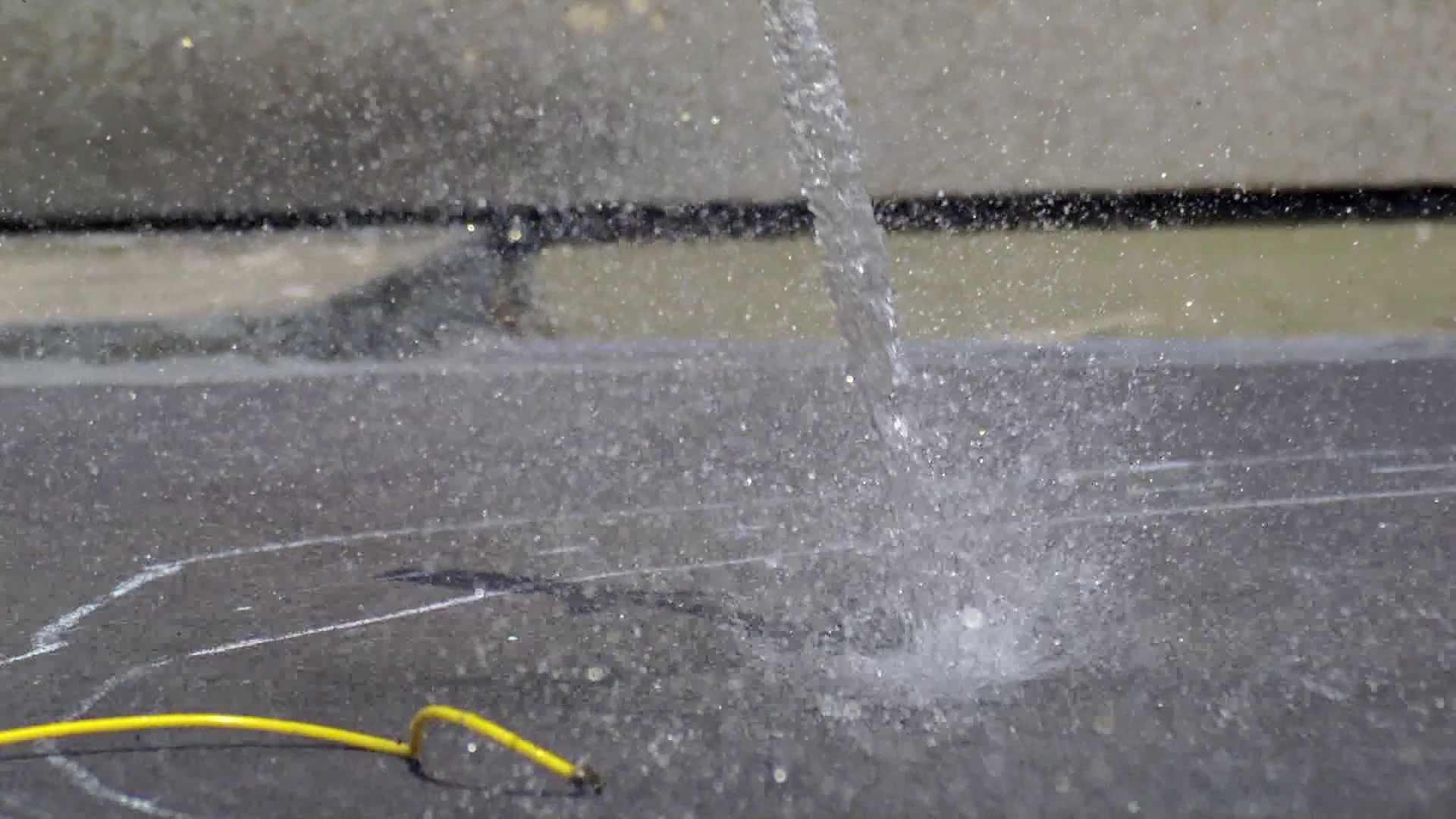
8
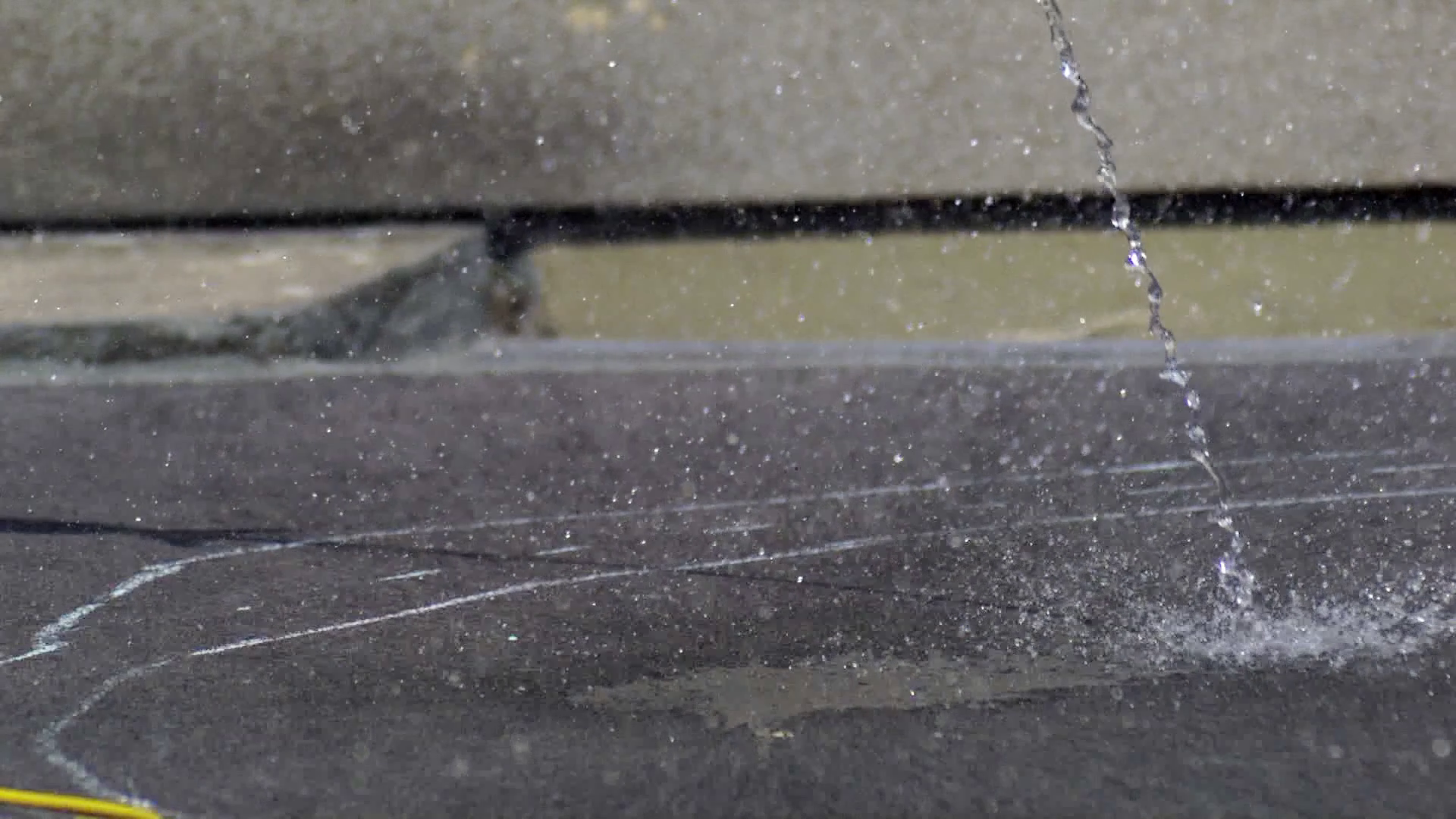
9
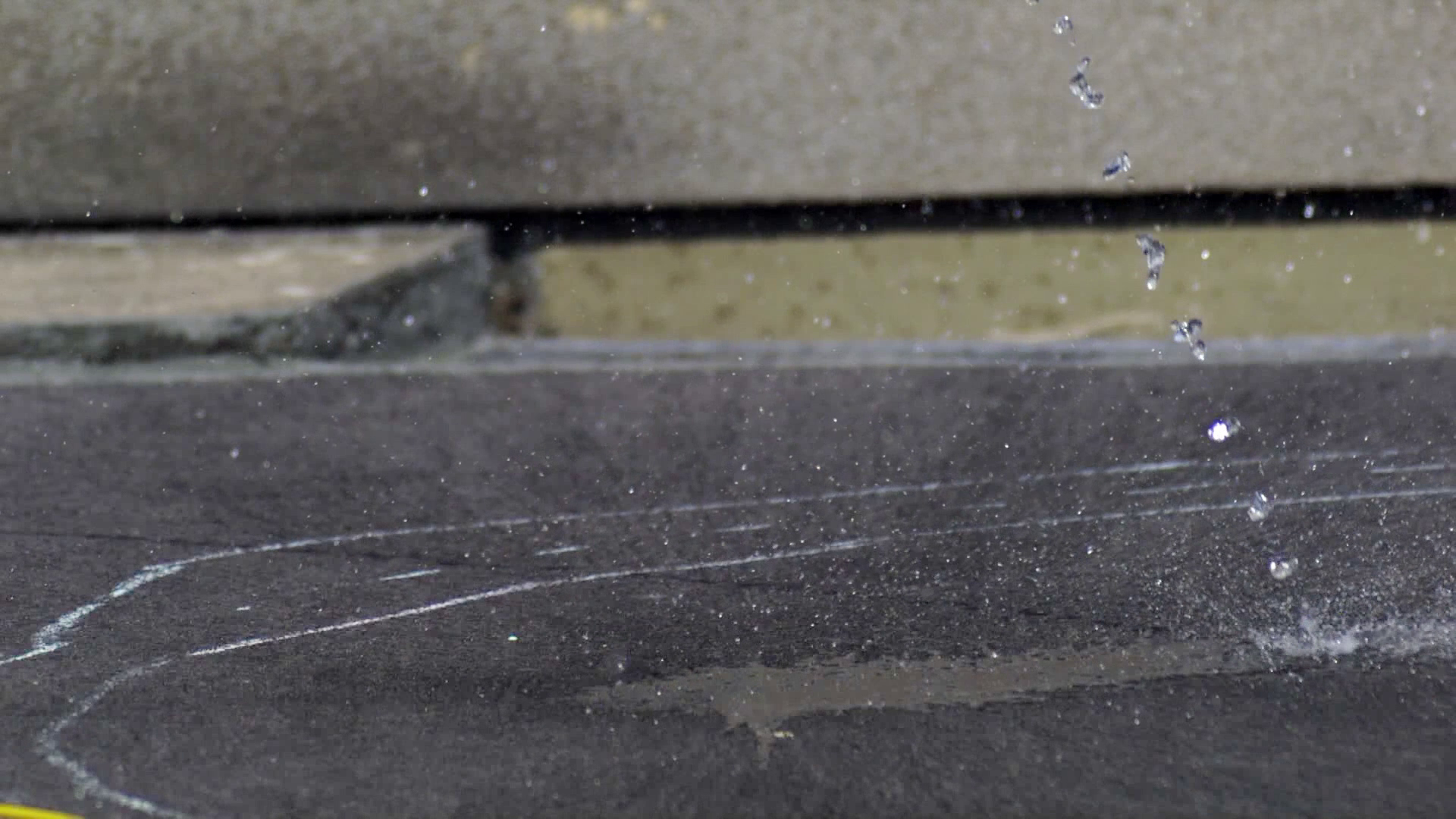
10

## Heißwasserrakete
Eine Heißwasserrakete (auch Dampfdruckrakete) bezeichnet eine Wasserrakete, bei der mit Hilfe einer meistens elektrischen Heizung das im Raketenkörper befindliche Wasser auf hohe Temperatur (etwa 250–500 °C) erhitzt wird. Das auf Grund des Drucks im geschlossenen Wassertank flüssig bleibende Wasser wird zum Starten durch die hierzu mit einem Ventil freigegebene Schubdüse ausgelassen, verdampft dabei in dieser und tritt unter hoher Geschwindigkeit aus der Düse aus. Durch den Rückstoß wird die Rakete entgegen der Ausströmrichtung beschleunigt.

Der Wassertank von Wasserraketen muss hohem Druck und hoher Temperatur standhalten können.
Heißwasserraketen werden gelegentlich als Starthilfsraketen und für Experimentierzwecke verwendet. Sie sind Kaltwasserraketen überlegen, da die Energiedichte des erhitzten Wassers höher ist als die von komprimierter Luft.

Die Leistungsfähigkeit von Raketen mit festen und flüssigen Brennstoffen ist jedoch weitaus höher.

## Rückhol- und Bergungssysteme
Für größere Wasserraketen oder deren Nutzlasten werden Bergungssysteme meist in Form eines Fallschirms verwendet. Das ist aus Gründen der Sicherheit und zur Vermeidung von Schäden an der Rakete nötig, insbesondere wenn Elektronik (Höhenmessung / Altimeter), Videokamera und Batterien mitgeführt werden.
Das Auslösen des Fallschirms wird bei einfachen Lösungen mit einem Federwerk aus Aufziehspielzeugen (Tommy Timer), über elektronische Zeitschaltuhren oder eine höhen- bzw. zeitgesteuerte Servo-Auslösung durch einen Mikrocontroller erreicht.
Je nach Masse und Wert sind auch alle anderen üblichen Bergungssysteme möglich, wie u. a. Schwenkflügel, Raketengleiter oder Flatterband.

## Rekorde
Die Water Rocket Achievement World Record Association (WRA2) hat ein umfangreiches Regelwerk inklusive Klassensystem zum Aufstellen von Höhenrekorden mit Kaltwasserraketen aufgestellt.
Innerhalb Deutschlands wurde von Mitgliedern des Raketenmodellbau-Forums ein eigenes Regelwerk entwickelt, welches in Teilen auf dem System von WRA 2 aufbaut, jedoch auch deutsche Rekorde berücksichtigt, die vor der Etablierung des Regelwerks aufgestellt wurden.
- Das Modell „Ascension III“[19] erreichte am 26. August 2015 eine Höhe von 830 m (2.723 feet) und hält damit den aktuell gültigen Rekord der WRA2. Das Modell gehört zur Klasse A (einstufig, Kaltwasserrakete, Luft als komprimiertes Medium).[20]
- Das Modell „Überflieger Mini Evo“ erreichte vom 6. Mai 2016 eine Höhe von 290 m und hält damit derzeit den aktuell gültigen deutschen Rekord.[21][22]